# Inlăceni
Inlăceni (węg. Énlaka) – wieś w Rumunii, w okręgu Harghita, w gminie Atid. W 2011 roku liczyła 152 mieszkańców.